# Carlo Cignani

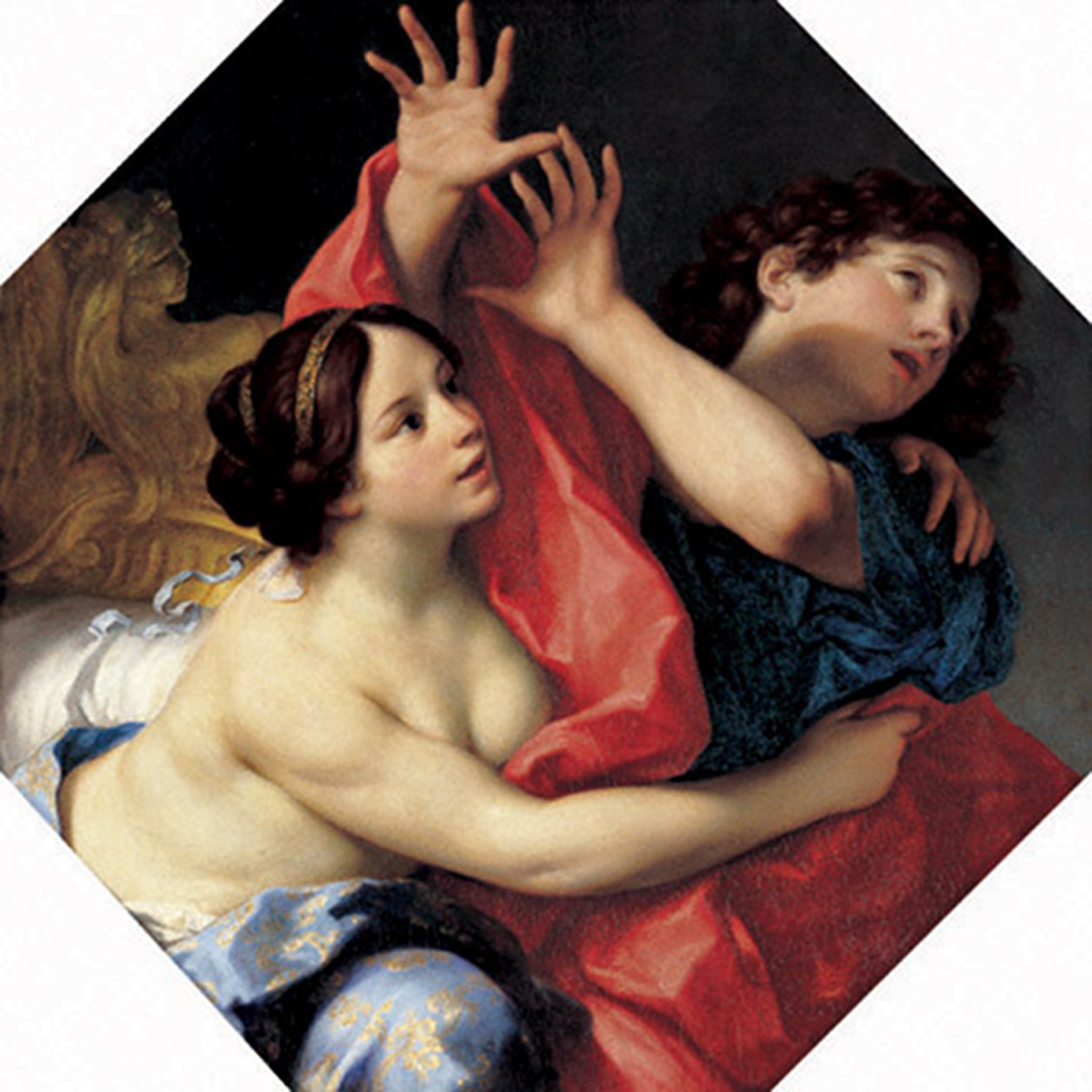
Joseph und Potifars Weib von Carlo Cignani (um 1680)

Carlo Cignani (* 15. Mai 1628 in Bologna; † 6. September 1719 ebenda) war ein italienischer Maler. Als Nachfolger von Giovanni Francesco Barbieri war Cignani der letzte große Maler der Bologneser Schule.

## Leben
Cignani war Schüler der Maler Battista Cairo und Francesco Albani. Daneben studierte er die Werke Tizians, Guido Renis, Correggios und der Malerfamilie Carracci. Cignani hatte schon sehr früh seinen eigenen Stil gefunden und in diesem – im Urteil seiner Zeitgenossen – seine Lehrer Albani und Battista bei weitem überflügelt.
Einer seiner ersten großen Aufträge war die Ausschmückung eines Saales des Palazzo Farnese. In zwei monumentalen Fresken stellte Cignani König Franz I. dar, wie dieser auf der Durchreise durch Bologna die Kranken berührt, und den Einzug Papst Pauls III. Herzog Ranuccio von Parma beauftragte Cignani mit einem Gemälde „Mariä Empfängnis“ für die von ihm gestiftete Kirche Mariä Empfängnis. Als Cignanis Hauptwerk gelten noch heute die Fresken in der Kuppel der Kirche Madonna del Fuoco in Forlì, an denen er nahezu zwanzig Jahre arbeitete; sie stellen die Mariä Himmelfahrt dar. Papst Clemens XI. ernannte ihn zum Direktor der Accademia di Belle Arti di Bologna, die 1701 von Luigi Ferdinando Marsili gegründet worden war, und der Herzog Ranuccio von Parma schlug Cignani zum Ritter und erhob ihn damit in den niederen Adel. Seine letzte bekannte Arbeit war Die Geburt Jupiters. Dieses Werk war eine Auftragsarbeit für den Kurfürsten Johann Wilhelm, die Cignani 1708 fertigstellte.

## Werke (Auswahl)
- Caritas (Turin Galleria Sabauda), um 1665–70, 105 × 83 cm, Leinwand
- Heilige Sippe (München, Marienaltar nördliches Querschiff Theatinerkirche)[2], 1676, ca. 850 × 440 cm, Öl auf Leinwand
- Bacchus und Erigone (Kassel Gemäldegalerie), um 1680, 75 × 63 cm, Leinwand
- Flora (Modena Galleria Estense), um 1680–82, 54 × 67 cm, Leinwand
- Achill unter den Töchtern des Lykomedes (Kassel Gemäldegalerie), um 1685, 138 × 118 cm, Leinwand
- Caritas Romana („Cimon und Pero“, Wien Kunsthistorisches Museum), um 1690–95, 116 × 99 cm, Leinwand
- Bacchus und Ariadne (Pommersfelden, Schloß Weißenstein), um 1702–10, 668 × 310 cm, Deckenfresko
- Der Knabe Jupiter wird von der Ziege Amalthea ernährt (München Alte Pinakothek), um 1702–14, 220 × 55 cm, Leinwand
- Geburt Jupiters (Münchener Pinakothek)

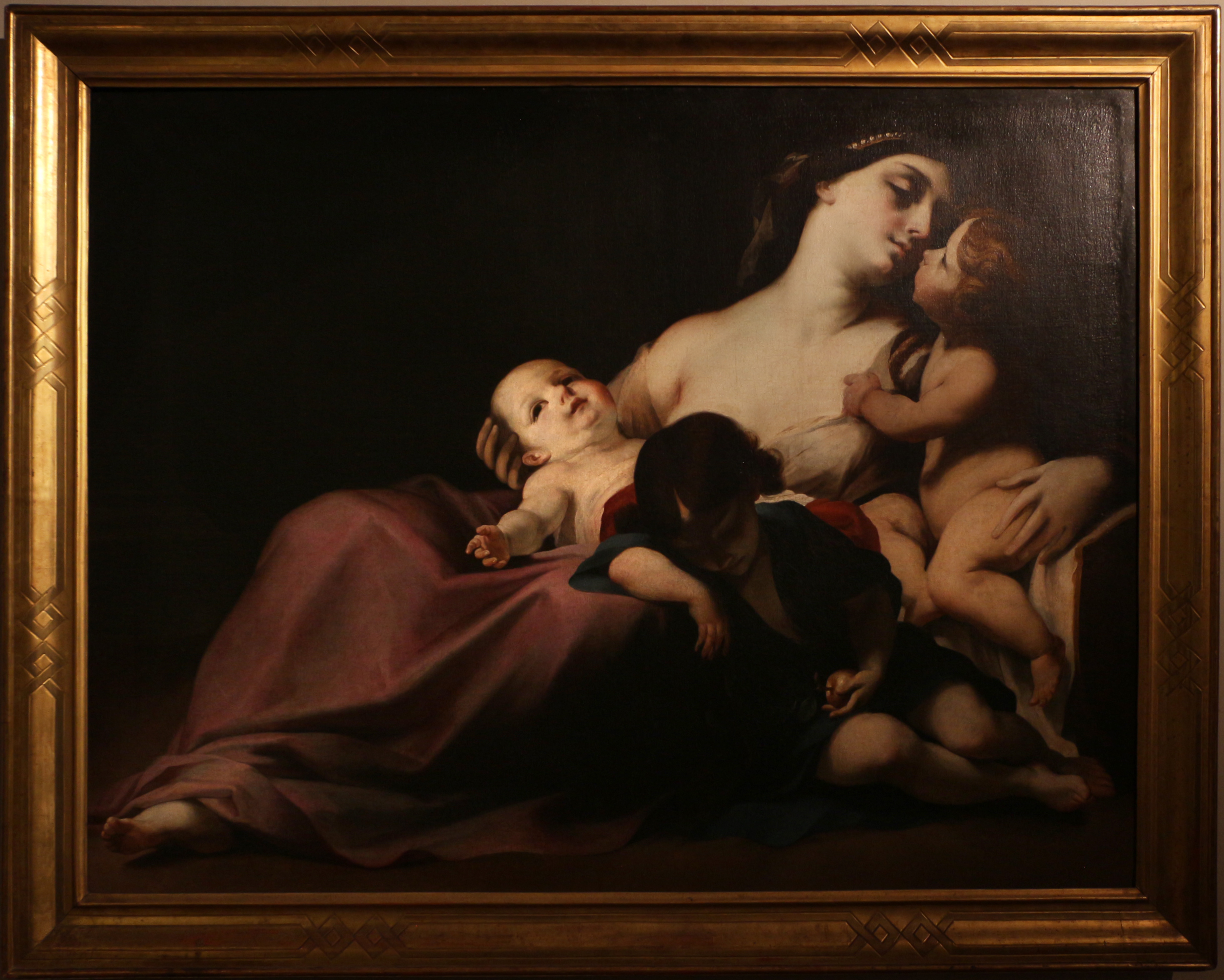
Caritas, Pinacoteca Civica (Palazzo Pianetti), Jesi
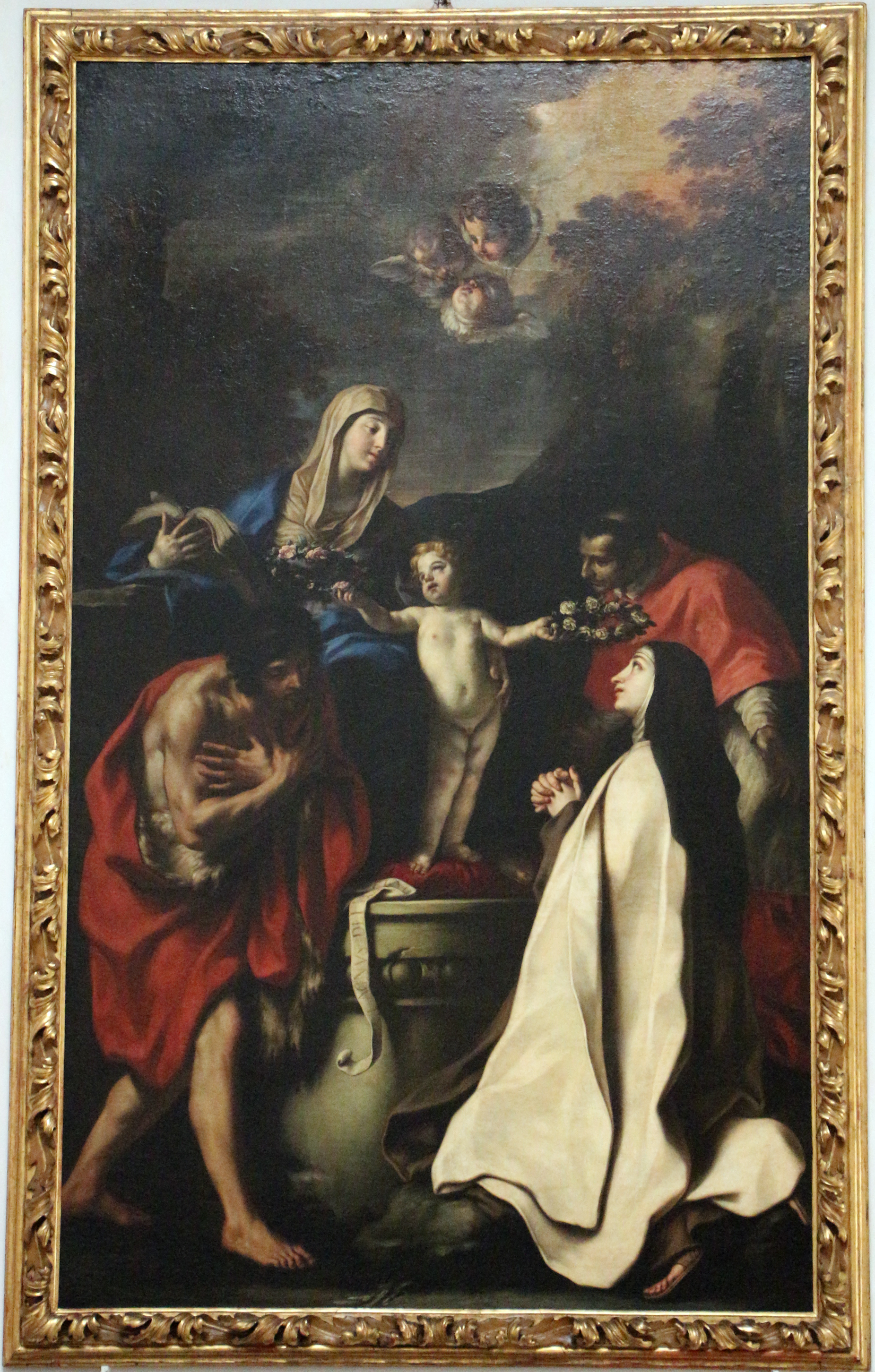
Madonna mit Kind und Heiligen, Pinacoteca Nazionale di Bologna, ca. 1680
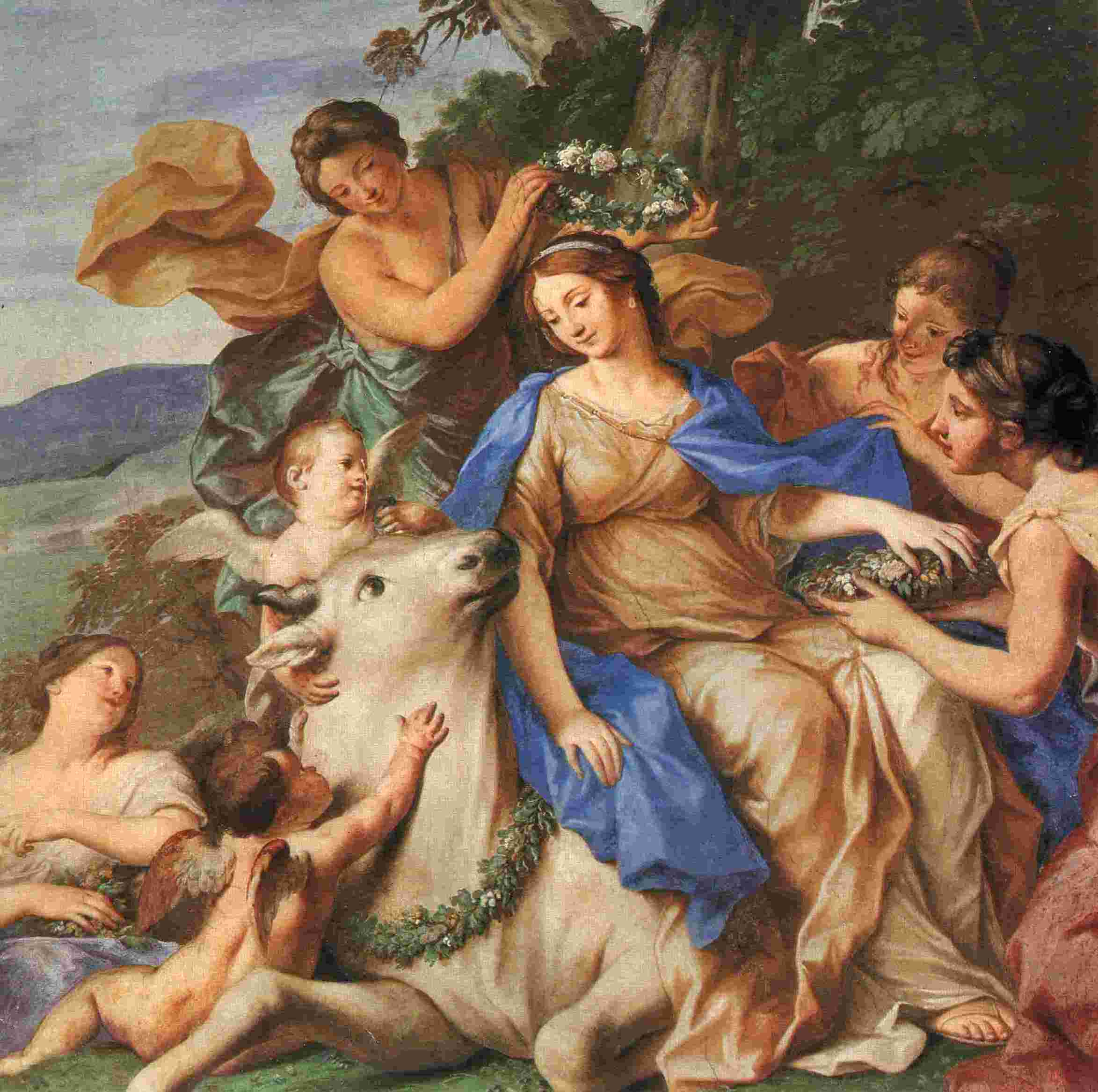
Raub der Europa (Detail), Fresko, Palazzo Ducale del Giardino, Parma, 1680

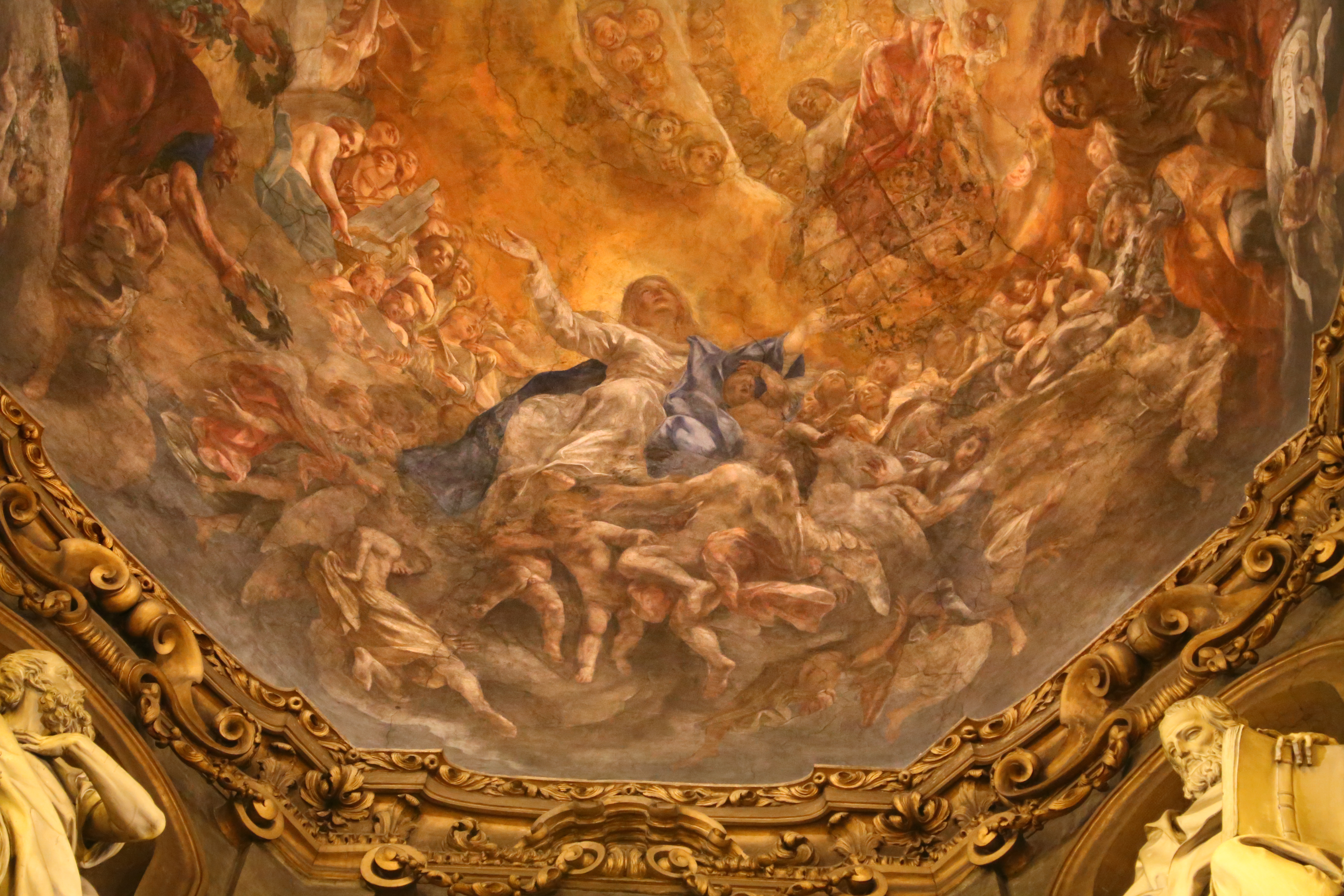
Mariä Himmelfahrt, Kuppelfresko (Detail), Madonna del Fuoco, Forlí, 1686–1706